# Manuel Fernández Juncos

Manuel Fernández Juncos

Manuel Fernández Juncos (* 11. Dezember 1846 in Ribadesella, Spanien; † 18. August 1928 in San Juan, Puerto Rico) war ein Journalist, Dichter, Autor und humanitärer Helfer. Er verfasste den offiziellen Text zur puerto-ricanischen Nationalhymne La Borinqueña.
In jungen Jahren wanderte Juncos aus Asturien nach Puerto Rico aus, wo er den Rest seines Lebens verbrachte. Er schrieb zuerst für die von José Julián Acosta gegründete Zeitung El Progreso (Der Fortschritt). Er war auch für Porvenir und El Clamor del País aktiv und gründete die liberale Zeitung El Buscapie, die sich zur am meisten gelesenen Zeitung in Puerto Rico entwickelte. Juncos warb für eine sozialistische Agenda, die freie Bildung für jedes Kind umfasste, und gründete das Revista Puertorriqueña (puerto-ricanisches Magazin).
Als Schriftsteller befasste er sich mit den Wurzeln des puerto-ricanischen Volkes. Zu seinen bekanntesten Werken zählen Tipos y Caracteres, Libro Cuarto de Lectura und Canciones Escolares, das er zusammen mit Virgilio Dávila und Braulio Dueño Colón schrieb.
Juncos wurde Sekretär der Autonomist Party von Román Baldorioty de Castro. Als Spanien Puerto Rico die Autonomie gewährte, wurde er zum ersten Staatssekretär gewählt. Weniger als ein Jahr später begann jedoch die Invasion der USA in Puerto Rico im Rahmen des Spanisch-Amerikanischen Krieges, die die Abschaffung der Regierung zur Folge hatte.
Juncos gründete das Rote Kreuz von Puerto Rico, das heute noch humanitäre Hilfe leistet.
Er schrieb den heutigen Text zu La Borinqueña, das ursprünglich eine Danza von Francisco Ramirez aus dem Jahr 1860 war (einige Quellen verweisen auch auf Felix Astol Artés und das Jahr 1867). Der ursprüngliche Text zur Hymne, den Lola Rodríguez de Tió 1868 verfasst hatte, erschien für den öffentlichen Gebrauch zu subversiv. 1903 fand ein öffentlicher Wettbewerb für einen neuen Text statt, den Juncos gewann. Dies erklärt, warum der gebürtige Asturier die Zeilen „Das Land Borinquen, wo ich geboren wurde“ schreiben durfte. 1952 wurde La Borinqueña die Nationalhymne des Commonwealth Puerto Rico.
Die Regierung von Puerto Rico ehrte Juncos nach seinem Tod, indem sie eine Schule in Mayagüez und eine der wichtigsten Handelsstraßen in San Juan nach ihm benannte.
| Personendaten    | Personendaten                                     |
| ---------------- | ------------------------------------------------- |
| NAME             | Fernández Juncos, Manuel                          |
| KURZBESCHREIBUNG | Journalist, Dichter, Autor und humanitärer Helfer |
| GEBURTSDATUM     | 11. Dezember 1846                                 |
| GEBURTSORT       | Ribadesella, Spanien                              |
| STERBEDATUM      | 18. August 1928                                   |
| STERBEORT        | San Juan, Puerto Rico                             |